# Detroit Pistons 1966-1967
La stagione 1966-67 dei Detroit Pistons fu la 18ª nella NBA per la franchigia.
I Detroit Pistons arrivarono quinti nella Western Division con un record di 30-51, non qualificandosi per i play-off.

## Roster
| N° | Naz.                   | Ruolo | Sportivo         | Anno | Alt. | Peso |
| -- | ---------------------- | ----- | ---------------- | ---- | ---- | ---- |
| 5  | Stati Uniti (bandiera) | GA    | Tom Van Arsdale  | 1943 | 196  | 92   |
| 10 | Stati Uniti (bandiera) | G     | Chico Vaughn     | 1940 | 188  | 86   |
| 12 | Stati Uniti (bandiera) | AC    | Wayne Hightower  | 1940 | 203  | 87   |
| 12 | Stati Uniti (bandiera) | AC    | Ray Scott        | 1938 | 206  | 98   |
| 14 | Stati Uniti (bandiera) | GA    | Eddie Miles      | 1940 | 193  | 88   |
| 16 | Stati Uniti (bandiera) | C     | Joe Strawder     | 1940 | 208  | 107  |
| 19 | Stati Uniti (bandiera) | C     | Reggie Harding   | 1942 | 213  | 113  |
| 20 | Stati Uniti (bandiera) | A     | Bob Hogsett      | 1941 | 201  | 104  |
| 20 | Stati Uniti (bandiera) | A     | Ron Reed         | 1942 | 196  | 93   |
| 21 | Stati Uniti (bandiera) | G     | Dave Bing        | 1943 | 191  | 82   |
| 22 | Stati Uniti (bandiera) | GA    | Dave DeBusschere | 1940 | 198  | 100  |
| 23 | Stati Uniti (bandiera) | AC    | John Tresvant    | 1939 | 201  | 98   |
| 25 | Stati Uniti (bandiera) | AC    | Dorie Murrey     | 1943 | 203  | 98   |

## Staff tecnico
- Allenatori: Dave DeBusschere (28-45) (fino al 19 dicembre)[1], Donnie Butcher (2-6)
- Vice-allenatore: Donnie Butcher (fino al 19 dicembre)